# 等驾坡街道
等驾坡街道，是中华人民共和国陕西省西安市雁塔區下辖的一个乡镇级行政单位。

## 行政区划
等驾坡街道下辖以下地区：
田家湾社区、秦川社区、千户社区、康宁社区、阳光社区、延北社区、鑫龙天然居社区、建工路社区、田家湾村、东等驾坡村、西等驾坡村、延兴门南村、白杨寨村、月登阁村、史家湾村和马腾空村。